# Mocidade Azul
O Grêmio Recreativo Escola de Samba Mocidade Azul (ou simplesmente Mocidade Azul) é uma escola de samba de Curitiba.
É uma escola originada a partir de uma torcida organizada de mesmo nome, formada para o Esporte Clube Pinheiros. Daí o nome, as cores e seu antigo símbolo, um pinheiro. Com a fusão entre Esporte Clube Pinheiros e Colorado, surgiu o Paraná Clube, adotando as cores vermelha (Colorado) e azul (Pinheiros). A Partir daí, a Mocidade adotou o leão como símbolo, desvinculando-se da entidade Paraná Clube.
Uma das agremiações mais tradicionais da cidade, está localizada na Rua Waldemar Cavanha, no bairro Fazendinha. Atualmente figura no Grupo Especial do carnaval curitibano e detém o posto de maior campeã com 23 títulos, sendo 22 deles no grupo de elite.
Além de atuar no desfile das escolas de samba e com eventos, a escola também oferece para a comunidade, durante o ano, oficinas de passistas, percussionistas, porta-bandeira e mestre-sala.

## História
Em 1981, a Mocidade Azul foi campeã do carnaval de Curitiba com o samba-enredo "Uma viagem ao litoral". Em 1989, conquistou a maioria dos estandartes. Nesse mesmo ano, com a fusão entre o Pinheiros e o Colorado Esporte Clube, para dar origem ao Paraná Clube, a escola resolveu se desligar da relação com o futebol, adotando um leão como novo símbolo.
Em 1989, venceu a maioria dos prêmios paralelos, e recebeu diversos elogios da crítica, embora tenha sido derrotada no concurso oficial para a D. Pedro II.
O enredo de 2006 contou através do enredo Saga de uma rainha negra nos reinos do Congo a saga da Rainha Guerreira Nzinga Mbande, que lutou contra a escravidão e colonização dos portugueses. Nesse ano, aconteceram muitos protestos na hora da apuração por parte da sua diretoria, bem como por parte da diretoria da Acadêmicos da Realeza (uma dissidência da Mocidade). Ambas - Mocidade e Realeza - não aceitaram o tricampeonato por parte da Embaixadores da Alegria.
A partir do ano de 2007, a Mocidade Azul se licenciou do Carnaval, e depois de uma longa batalha judicial, retornou no ano de 2010, quando venceu o Grupo B. Em 2011, com o enredo " A Felicidade Pousou na Mocidade", conquistou seu campeonato, sendo seu grande Interprete Netinho Mocidade pé quente na avenida, com 20 títulos, sendo a escola que mais vezes conquistou o carnaval.

## Segmentos

### Presidentes
| Nome          | Mandato        | Ref.        |
| ------------- | -------------- | ----------- |
| Altamir Lemos | ? - atualidade | [ 8 ] [ 5 ] |

### Diretores
| Ano  | Diretor de Carnaval | Diretor de harmonia  | Mestre de bateria            | Ref. |
| ---- | ------------------- | -------------------- | ---------------------------- | ---- |
| 2014 | Marcia Barbosa      | Silvio Costa "Turco" | Daniel "Mestre Dan"          |      |
| 2015 | Marcia Barbosa      | Silvio Costa "Turco" | Daniel "Mestre Dan"          |      |
| 2016 | Marcia Barbosa      | Silvio Costa "Turco" | Marcelo Charrão e Marquinhos |      |

### Corte de bateria
| Ano  | Rainha   | Madrinha | Ref. |
| ---- | -------- | -------- | ---- |
| 2014 | Patricia |          |      |
| 2015 | Patricia |          |      |
| 2016 | Patricia |          |      |

## Carnavais
| Ano                             | Colocação                            | Grupo                                | Enredo                                                                          | Carnavalesco                         | Ref.                                 |
| ------------------------------- | ------------------------------------ | ------------------------------------ | ------------------------------------------------------------------------------- | ------------------------------------ | ------------------------------------ |
| 2006                            | 3º lugar                             | A                                    | Saga de uma rainha negra nos reinos do Congo                                    |                                      |                                      |
| Não desfilou entre 2007 e 2009. |                                      |                                      |                                                                                 |                                      |                                      |
| 2010                            | Campeã                               | B                                    | Cheirou saudade... Voltei trazendo perfume na essência da Mocidade              | Ricardo Garanhani                    | [ 3 ]                                |
| 2011                            | Campeã                               | A                                    | A Felicidade Pousou Na Mocidade                                                 | Ricardo Garanhani                    | [ 3 ] [ 10 ]                         |
| 2012                            | Campeã                               | A                                    | Azul a cor do céu, a cor do mar, há 40 anos a cor do meu lar                    | Ricardo Garanhani                    | [ 11 ]                               |
| 2013                            | Vice-campeã                          | A                                    | O Reino Encantado do Carnaval                                                   | Ricardo Garanhani                    | [ 12 ] [ 13 ]                        |
| 2014                            | Campeã                               | A                                    | Hoje eu quero brincar de ser mau, a Mocidade faz Búúú no carnaval               | Ricardo Garanhani                    | [ 14 ] [ 15 ]                        |
| 2015                            | Campeã                               | A                                    | "Sinal Azul!! Parem o tempo, que eu quero enlouquecer"                          | Ricardo Garanhani                    | [ 16 ]                               |
| 2016                            | Campeã                               | A                                    | Sou bobo, mas sou feliz                                                         | Ricardo Garanhani                    | [ 17 ]                               |
| 2017                            | Não houve Concurso                   | A                                    | Hoje tem Festa? Tem Sim Senhor! E a Mocidade o que é? Alegria e Samba no Pé     | Ricardo Garanhani                    | [ 18 ]                               |
| 2018                            | Campeã                               | A                                    | Quem canta seus males espanta, Onde está o dinheiro? Quem foi o gato que comeu? | Ricardo Garanhani                    | [ 19 ]                               |
| 2019                            | Campeã                               | A                                    | Carnaval é Ubuntu                                                               | Ricardo Garanhani                    |                                      |
| 2020                            | Vice-campeã                          | A                                    | Sonho Que Se Sonha Sozinho, É Só Um Sonho. Sonho Que Se Sonha Junto é Mocidade! | Ricardo Garanhani                    | [ 20 ]                               |
| 2021                            | Não houve desfile entre 2021 e 2022. | Não houve desfile entre 2021 e 2022. | Não houve desfile entre 2021 e 2022.                                            | Não houve desfile entre 2021 e 2022. | Não houve desfile entre 2021 e 2022. |
| 2022                            | Não houve desfile entre 2021 e 2022. | Não houve desfile entre 2021 e 2022. | Não houve desfile entre 2021 e 2022.                                            | Não houve desfile entre 2021 e 2022. | Não houve desfile entre 2021 e 2022. |
| 2023                            | Campeã                               | A                                    | Em Busca do Brilho… Do Brilho do Seu Olhar ao Ver a Mocidade Passar             | Ricardo Garanhani                    | [ 21 ]                               |
| 2024                            | Vice-campeã                          | A                                    | Curitiba tem carnaval! E a Mocidade Azul vai provar                             | Ricardo Garanhani                    | [ 22 ]                               |
| 2025                            | Campeã                               | A                                    | O Chamado Sankofa. Vai Mocidade... Volte e Pegue...                             | Ricardo Garanhani                    | [ 4 ]                                |